# Championnat de Macao de football 2007-2008
Navigation
Saison précédente Saison suivante
La saison 2007-2008 du Championnat de Macao de football est la cinquante-neuvième édition du Campeonato da Primeira Divisão, le championnat de première division à Macao. Les huit meilleures équipes macanaises sont regroupées au sein d’une poule unique où elles s’affrontent deux fois au cours de la saison. En fin de saison, pour permettre le retour à un championnat à dix clubs, seul le dernier du classement est relégué et remplacés par les trois meilleures équipes de deuxième division. L'équipe de Macao des moins de 21 ans est protégée de la relégation jusqu'en 2009, le temps pour elle de préparer le tournoi de football des Jeux de l'Asie de l'Est de 2009.
C'est le Clube Desportivo Monte Carlo qui est sacré cette saison après avoir terminé en tête du classement, avec deux points d'avance sur le double tenant du titre, Lam Pak et treize sur le promu de Segunda Divisão, Hoi Fan. Il s’agit du quatrième titre de champion de Macao de l’histoire du club, qui manque de peu le doublé en s'inclinant face à Hoi Fan en finale de la Coupe de Macao.

## Les clubs participants
- Grupo Desportivo de Lam Pak
- Clube Desportivo Monte Carlo
- PSP Macao
- Vong Chiu
- Hoi Fan - Promu de Segunda Divisão
- Heng Tai
- Va Luen
- Macao U21

## Compétition
Le barème utilisé pour établir le classement est le suivant :
- Victoire : 3 points
- Match nul : 1 point
- Défaite : 0 point

### Classement
| Rang | Équipe                       | Pts | J  | G  | N | P  | Bp | Bc | Diff |
| ---- | ---------------------------- | --- | -- | -- | - | -- | -- | -- | ---- |
| 1    | Clube Desportivo Monte Carlo | 37  | 14 | 12 | 1 | 1  | 51 | 12 | +39  |
| 2    | Grupo Desportivo de Lam PakT | 35  | 14 | 11 | 2 | 1  | 50 | 14 | +36  |
| 3    | Hoi Fan'P'C                  | 24  | 14 | 7  | 3 | 4  | 20 | 21 | -1   |
| 4    | Vong Chiu                    | 23  | 14 | 7  | 2 | 5  | 27 | 28 | -1   |
| 5    | Va Luen                      | 15  | 14 | 4  | 3 | 7  | 14 | 28 | -14  |
| 6    | PSP Macao                    | 13  | 14 | 4  | 1 | 9  | 13 | 23 | -10  |
| 7    | Macao U21                    | 13  | 14 | 4  | 1 | 9  | 20 | 35 | -15  |
| 8    | Heng Tai                     | 1   | 14 | 0  | 1 | 13 | 7  | 41 | -34  |

|  | Champion de Macao 2007-2008                                                         |
|  | Relégation directe en Segunda Divisão                                               |
|  | T : Tenant du titre C : Vainqueur de la Coupe de Macao P : Promu de Segunda Divisão |

## Bilan de la saison
| Championnat de Macao de football 2007-2008 |                                         |
| Champion                                   | Clube Desportivo Monte Carlo (4e titre) |
| Coupes et trophées                         |                                         |
| Vainqueur de la Coupe de Macao 2007-2008   | Hoi Fan                                 |
| Qualifications continentales               |                                         |
| Coupe du président de l'AFC 2009           | Aucun                                   |
| Promotions et relégations                  |                                         |
| Promus en Primeira Divisão                 | Grupo Desportivo Artilheiros            |
| Promus en Primeira Divisão                 | Windsor Arch Ka I                       |
| Promus en Primeira Divisão                 | Hong Lok                                |
| Relégués en Segunda Divisão                | Heng Tai                                |